# Erica pubescens
Erica pubescens är en ljungväxtart som beskrevs av Carl von Linné. Erica pubescens ingår i släktet klockljungssläktet, och familjen ljungväxter. Utöver nominatformen finns också underarten E. p. glabrifolia.